# Canada Masters 2007 - Qualificazioni singolare maschile
Le qualificazioni del singolare maschile del Canada Masters 2007 sono state un torneo di tennis preliminare per accedere alla fase finale della manifestazione. I vincitori dell'ultimo turno sono entrati di diritto nel tabellone principale. In caso di ritiro di uno o più giocatori aventi diritto a questi sono subentrati i lucky loser, ossia i giocatori che hanno perso nell'ultimo turno ma che avevano una classifica più alta rispetto agli altri partecipanti che avevano comunque perso nel turno finale.
Le qualificazioni del torneo Canada Masters  2007 prevedevano 28 partecipanti di cui 7 sono entrati nel tabellone principale.

## Teste di serie
1. Vince Spadea (primo turno)
2. Michaël Llodra (ultimo turno)
3. Feliciano López (primo turno)
4. Michael Russell (Qualificato)
5. Sébastien Grosjean (Qualificato)
6. Tejmuraz Gabašvili (ultimo turno)
7. Ernests Gulbis (Qualificato)

1. Paul Goldstein (ultimo turno)
2. Robin Haase (Qualificato)
3. Jan Hernych (primo turno)
4. Andrea Stoppini (primo turno)
5. Alejandro Falla (Qualificato)
6. Stefano Ianni (primo turno)
7. Fabio Fognini (Qualificato)

## Qualificati
1. Wayne Odesnik
2. Robin Haase
3. Fabio Fognini
4. Michael Russell

1. Sébastien Grosjean
2. Alejandro Falla
3. Ernests Gulbis

## Tabellone

### Legenda
| - Q = Qualificato - WC = Wild card - LL = Lucky loser | - ALT = Alternate - SE = Special Exempt - PR = Protected Ranking | - w/o = Walkover - r = Ritirato - d = Squalificato |

### Sezione 1
|  | Primo turno | Primo turno   | Primo turno   | Primo turno | Primo turno |  |  | Ultimo turno  | Ultimo turno  | Ultimo turno  | Ultimo turno | Ultimo turno |  |
|  |             |               |               |             |             |  |  |               |               |               |              |              |  |
|  |             | George Bastl  | 3             | 6           | 6           |  |  |               |               |               |              |              |  |
|  | 1           | Vince Spadea  | 6             | 4           | 4           |  |  | George Bastl  | George Bastl  | George Bastl  | 4            | 64           |  |
|  |             | Wayne Odesnik | Wayne Odesnik | 6           | 6           |  |  | Wayne Odesnik | Wayne Odesnik | Wayne Odesnik | 6            | 7            |  |
|  | 10          | Jan Hernych   | Jan Hernych   | 4           | 0           |  |  |               |               |               |              |              |  |

### Sezione 2
|  | Primo turno | Primo turno    | Primo turno    | Primo turno | Primo turno |  |  | Ultimo turno | Ultimo turno   | Ultimo turno   | Ultimo turno | Ultimo turno |  |
|  |             |                |                |             |             |  |  |              |                |                |              |              |  |
|  | 2           | Michaël Llodra | Michaël Llodra | 6           | 6           |  |  |              |                |                |              |              |  |
|  |             | Erik Chvojka   | Erik Chvojka   | 4           | 1           |  |  | 2            | Michaël Llodra | Michaël Llodra | 63           | 65           |  |
|  | 9           | Robin Haase    | Robin Haase    | 6           | 7           |  |  | 9            | Robin Haase    | Robin Haase    | 7            | 7            |  |
|  |             | Gō Soeda       | Gō Soeda       | 0           | 64          |  |  |              |                |                |              |              |  |

### Sezione 3
|  | Primo turno | Primo turno           | Primo turno | Primo turno | Primo turno |  |  | Ultimo turno | Ultimo turno          | Ultimo turno          | Ultimo turno | Ultimo turno |  |
|  |             |                       |             |             |             |  |  |              |                       |                       |              |              |  |
|  |             | Pierre-Ludovic Duclos | 4           | 6           | 6           |  |  |              |                       |                       |              |              |  |
|  | 3           | Feliciano López       | 6           | 4           | 3           |  |  |              | Pierre-Ludovic Duclos | Pierre-Ludovic Duclos | 2            | 2            |  |
|  | 14          | Fabio Fognini         | 7           | 5           | 6           |  |  | 14           | Fabio Fognini         | Fabio Fognini         | 6            | 6            |  |
|  |             | Santiago Giraldo      | 68          | 7           | 4           |  |  |              |                       |                       |              |              |  |

### Sezione 4
|  | Primo turno | Primo turno      | Primo turno      | Primo turno | Primo turno |  |  | Ultimo turno | Ultimo turno    | Ultimo turno | Ultimo turno | Ultimo turno |  |
|  |             |                  |                  |             |             |  |  |              |                 |              |              |              |  |
|  | 4           | Michael Russell  | Michael Russell  | 6           | 6           |  |  |              |                 |              |              |              |  |
|  |             | Prakash Amritraj | Prakash Amritraj | 4           | 2           |  |  | 4            | Michael Russell | 4            | 6            | 6            |  |
|  |             | Andrea Stoppini  | Andrea Stoppini  | 7           | 6           |  |  |              | Andrea Stoppini | 6            | 2            | 2            |  |
|  | 11          | Alex Bogdanović  | Alex Bogdanović  | 5           | 2           |  |  |              |                 |              |              |              |  |

### Sezione 5
|  | Primo turno | Primo turno        | Primo turno        | Primo turno | Primo turno |  |  | Ultimo turno | Ultimo turno       | Ultimo turno       | Ultimo turno | Ultimo turno |  |
|  |             |                    |                    |             |             |  |  |              |                    |                    |              |              |  |
|  | 5           | Sébastien Grosjean | Sébastien Grosjean | 6           | 6           |  |  |              |                    |                    |              |              |  |
|  |             | Phillip King       | Phillip King       | 3           | 2           |  |  | 5            | Sébastien Grosjean | Sébastien Grosjean | 7            | 6            |  |
|  |             | Stefano Ianni      | Stefano Ianni      | 6           | 6           |  |  |              | Stefano Ianni      | Stefano Ianni      | 65           | 1            |  |
|  | 13          | Tomáš Zíb          | Tomáš Zíb          | 2           | 0           |  |  |              |                    |                    |              |              |  |

### Sezione 6
|  | Primo turno | Primo turno        | Primo turno        | Primo turno | Primo turno |  |  | Ultimo turno | Ultimo turno       | Ultimo turno       | Ultimo turno | Ultimo turno |  |
|  |             |                    |                    |             |             |  |  |              |                    |                    |              |              |  |
|  | 6           | Tejmuraz Gabašvili | Tejmuraz Gabašvili | 6           | 6           |  |  |              |                    |                    |              |              |  |
|  |             | Kei Nishikori      | Kei Nishikori      | 4           | 2           |  |  | 6            | Tejmuraz Gabašvili | Tejmuraz Gabašvili | 3            | 1            |  |
|  | 12          | Alejandro Falla    | Alejandro Falla    | 6           | 7           |  |  | 12           | Alejandro Falla    | Alejandro Falla    | 6            | 6            |  |
|  |             | Kenneth Carlsen    | Kenneth Carlsen    | 4           | 5           |  |  |              |                    |                    |              |              |  |

### Sezione 7
|  | Primo turno | Primo turno         | Primo turno         | Primo turno         | Primo turno |  |  | Ultimo turno | Ultimo turno   | Ultimo turno   | Ultimo turno | Ultimo turno |  |
|  |             |                     |                     |                     |             |  |  |              |                |                |              |              |  |
|  | 7           | Ernests Gulbis      | Ernests Gulbis      | 6                   | 6           |  |  |              |                |                |              |              |  |
|  |             | Nenad Zimonjić      | Nenad Zimonjić      | 2                   | 2           |  |  | 7            | Ernests Gulbis | Ernests Gulbis | 6            | 6            |  |
|  | 8           | Paul Goldstein      | Paul Goldstein      | Paul Goldstein      | 5           |  |  | 8            | Paul Goldstein | Paul Goldstein | 4            | 4            |  |
|  |             | Jan-Michael Gambill | Jan-Michael Gambill | Jan-Michael Gambill | 4r          |  |  |              |                |                |              |              |  |